# كريم عبد المحسن
كريم عبد المحسن هو لاعب كرة الماء مصري، ولد في 10 يناير 1979.

## وصلات خارجية
- كريم عبد المحسن على موقع الاتحاد الدولي للسباحة (الإنجليزية)
- كريم عبد المحسن على موقع أوليمبيديا (الإنجليزية)